# Darzu ist erschienen der Sohn Gottes
Darzu ist erschienen der Sohn Gottes (C’est pour cela que le Fils de Dieu est apparu), (BWV 40), est une cantate religieuse de Johann Sebastian Bach composée à Leipzig en 1723.

## Histoire et livret
Bach écrivit cette cantate pour le deuxième jour de Noël, jour de la saint Etienne qui tombe cette année un dimanche. Pour cette destination liturgique, trois autres cantates ont franchi le seuil de la postérité : les BWV 57, 121 et 248/2 (deuxième cantate de l'Oratorio de Noël). L’œuvre fut donc jouée pour la première fois le dimanche 26 décembre 1723 et de nouveau en 1746 ou 1747. 
Les lectures prescrites pour ce jour était Tite 3: 4-7 ou Actes 6: 8-15 & 7: 55-60 et Matthieu 23: 35-39 ou Luc 2: 15-20.
Le texte est ainsi composé ,:
- La 1re épître de St Jean chapitre 3, verset 8 pour le premier mouvement
- Un poème de Kaspar Füger l'ancien pour le troisième mouvement (verset 3 de Wir Christenleut, 1592)
- Un poème de Paul Gerhardt pour le sixième mouvement (verset 2 de Schwing dich auf zu deinem Gott, 1648)
- Christian Keymann pour le choral final (tiré de Freuet euch, ihr Christen alle, 1646)
- Un auteur inconnu pour les autres mouvements (W. Blankenburg[3] suggère soit Christian Weiss sr. ou Bach lui-même).

Le thème choral pour le troisième mouvement est Wir Christenleut hab'n jetzund Freud (Zahn 2072), auteur inconnu.

Le thème choral pour le sixième mouvement est Schwing dich auf zu deinem Gott (Zahn 4870), auteur inconnu.

Le thème choral pour le huitième mouvement est Freuet euch, ihr Christen alle (Zahn 7880a) de Andreas Hammerschmidt.
Bach a réutilisé le premier mouvement de cette cantate pour la fugue Cum Sancto Spiritu de la messe en fa majeur BWV 233 (1738).

## Structure et instrumentation
La cantate est écrite pour deux cors, deux hautbois, deux violons, alto, basse continue, trois solistes vocaux (alto, ténor, basse) et chœur en quatre parties.
Il y a huit mouvements :
1. chœur : Darzu ist erschienen der Sohn Gottes for choral and orchestral tutti.
2. récitatif : Das Wort ward Fleisch und wohnet in der Welt for tenor and continuo.
3. chœur : Die Sünd macht Leid for choral and orchestral tutti colle parti.
4. aria : Höllische Schlange, wird dir nicht bange? for bass, oboes, strings, and continuo.
5. récitatif : Die Schlange, so im Paradies for altus, strings, and continuo.
6. chœur : Schüttle deinen Kopf und sprich for choral and orchestral tutti colle parti.
7. aria : Christenkinder, freuet euch! for tenor, corni, oboes, and continuo.
8. chœur : Jesu, nimm dich deiner Glieder for choral and orchestral tutti colle parti.

## Sources
- Gilles Cantagrel, Les cantates de J.-S. Bach, Paris, Fayard, mars 2010, 1665 p.  (ISBN 978-2-213-64434-9)

- (en) Cet article est partiellement ou en totalité issu de l’article de Wikipédia en anglais intitulé « Darzu ist erschienen der Sohn Gottes, BWV 40 » (voir la liste des auteurs).